# Perdue Farms
Perdue Farms är moderbolaget till Perdue Foods och Perdue Agribusiness, en jordbrukskoncern med bas i Salisbury, Maryland. Perdue Foods är en av USA:s- och världens största köttproducenter av fjäderfä och slaktsvin medan Perdu Agribusiness är verksamma inom spannmål. Företagets försäljningssiffror är över sex miljarder dollar per år.